# Liu Min
Liu Min (刘敏S, Liú MǐnP; 31 gennaio 1960) è un'ex cestista cinese.

## Carriera
Con la Cina ha disputato i Campionati mondiali del 1983, vincendo la medaglia di bronzo.